# Carl Christoph August von Pfuel
Carl Christoph August von Pfuel (geb. 1720 in Schulzendorf; gest. 30. August 1797) war ein preußischer Capitain und Landrat.

## Leben und Herkunft

Stammwappen derer von Pfuel

Carl Christoph August von Pfuel war Angehöriger des Uradelsgeschlechts Pfuel. Er war der Sohn von Heino Friedrich von Pfuel, Erbherr auf Schulzendorf. Nach seinem Eintritt in die preußische Armee und in das Dragoner-Regiment Bayreuth im Jahr 1737, nahm er an mehreren Feldzügen teil. Nachdem er bis zum Rang eines Capitains aufgestiegen war, nahm er im Jahr 1759 aufgrund von Läsionen und gesundheitlich angeschlagen seinen Abschied und kehrte zurück auf sein Gut Schulzendorf. In seiner Funktion als Kreisdeputierter wurde er im Juli 1770 von den Kreisständen zum neuen Landrat des Landkreises Oberbarnim gewählt. Nach einer anfänglichen Weigerung das große Examen abzulegen, absolvierte er schließlich das Rigorosum am 16. Dezember 1770 in Anwesenheit des Ministers von Derschau. Die Bestätigung zur Ernennung als neuer Landrat des Landkreises Oberbarnim erfolgte am 27. Februar 1772. Er trat damit die Nachfolge von Christoph von der Schulenburg an, der bereits 1769 um seine Verabschiedung gebeten hatte. Nach gut 25 Jahren Amtszeit als Landrat bat er noch im April 1797 um seinen Abschied, verstarb jedoch kurz Zeit später im August des Jahres. Sein Nachfolger wurde im September 1797 Leopold Friedrich von Reichenbach.